# Kovîlne (Kovîlne), Rozdolne
Kovîlne (în ucraineană Ковильне) este localitatea de reședință a comunei Kovîlne din raionul Rozdolne, Republica Autonomă Crimeea, Ucraina.

## Demografie
Componența lingvistică a localității Kovîlne
     Rusă (71,79%)
     Ucraineană (16,33%)
     Tătară crimeeană (11,4%)
     Alte limbi (0,24%)
Conform recensământului din 2001, majoritatea populației localității Kovîlne era vorbitoare de rusă (71,79%), existând în minoritate și vorbitori de ucraineană (16,33%) și tătară crimeeană (11,4%).